# 巨興駅
巨興駅（コフンえき）は朝鮮民主主義人民共和国平安南道成川郡にある、朝鮮民主主義人民共和国鉄道省の駅である。

## 歴史
- 1931年10月1日：開業[1]。

## 隣の駅
朝鮮民主主義人民共和国鉄道省
平羅線
新成川駅 - 巨興駅 - 長林駅